# Elisabeth Granneman
Elisabeth Granneman, född Inger Elisabeth Fauk 11 juni 1930 i Bergen, död 28 mars 1992, var en norsk sångare, musiker, låtskrivare, författare och skådespelare. I Sverige är hon mest känd för sina inhopp i Robert Aschbergs TV-program.

## Diskografi (i urval)
Album
- 1972 – Elisabeth Granneman
- 1976 – Løvebakken smiler (div. artister)
- 1976 – Omatt og omatt
- 1979 – De gamle gode med Arne Bendiksen og Elisabeth Granneman
- 1980 – Lykkehjulet

Singlar
- 1959 – "Tenk en mann" / "You all come"
- 1959 – "Toledo" / "Kjære Billy"
- 1960 – "Jeg synger meg glad" / "Hva skal jeg tro"
- 1960 – "Lotte fra landet" / "Det er Benuto som spiller samba"
- 1960 – "Teenage-mamma" / "Alle venter på sommer"
- 1960 – "To og to er fire" / "Trekantvalsen"
- 1961 – "Diligensen" / "Senor Manuel"
- 1961 – "Mustafa" / "Aldri på en søndag"
- 1962 – "Omatt og omatt" / "Dans på låven"
- 1962 – "Anna og Johan" / "Polka i København" (Elisabeth Granneman & Vidar Sandbeck)
- 1962 – "En torsdagskveld i Drøbak" / "Benjamino Piccolino" (Elisabeth Granneman & Rolf Just Nilsen / Elisabeth Granneman)
- 1963 – "Tenk det kan dem ikke forklare" / "Tonettas Masurka"
- 1965 – "Døla-Jenkka / Jenkka Jenkka blindebukk"
- 1965 – "Toten-Anny" / "Pysjamas, pysjamas"
- 1966 – "Amanda Lundbom" / "James Bond"
- 1967 – "Jeg tror på sommeren" / "Været"

## Elisabeth Granneman som deltagare i Melodi Grand Prix
Elisabeth Granneman har deltagit fyra gånger i Melodi Grand Prix (Norges uttagning till Eurovision Song Contest)
- 1960 – "Et sommereventyr" (nr. 4 i norska uttagningen)
- 1964 – "Spiral" (nr. 1 i uttagningen, framförd av Arne Bendiksen i ESC)
- 1964 – "God gammel firkantet vals" (nr. 2 i norska uttagningen)
- 1969 – "BM. "Fordomsfri" (nr. 3 i norska uttagningen)

## Filmografi (i urval)
- 1961 – Norges söner
- 1962 – Stackars stora starka karlar
- 1964 – Operasjon Sjøsprøyt
- 1968 – Mannen som inte kunde le
- 1985 – Deilig er fjorden!
- 1986 – Hud
- 1991 – Måken
- 1992 – Nordexpressen